# 圖帕伊亞

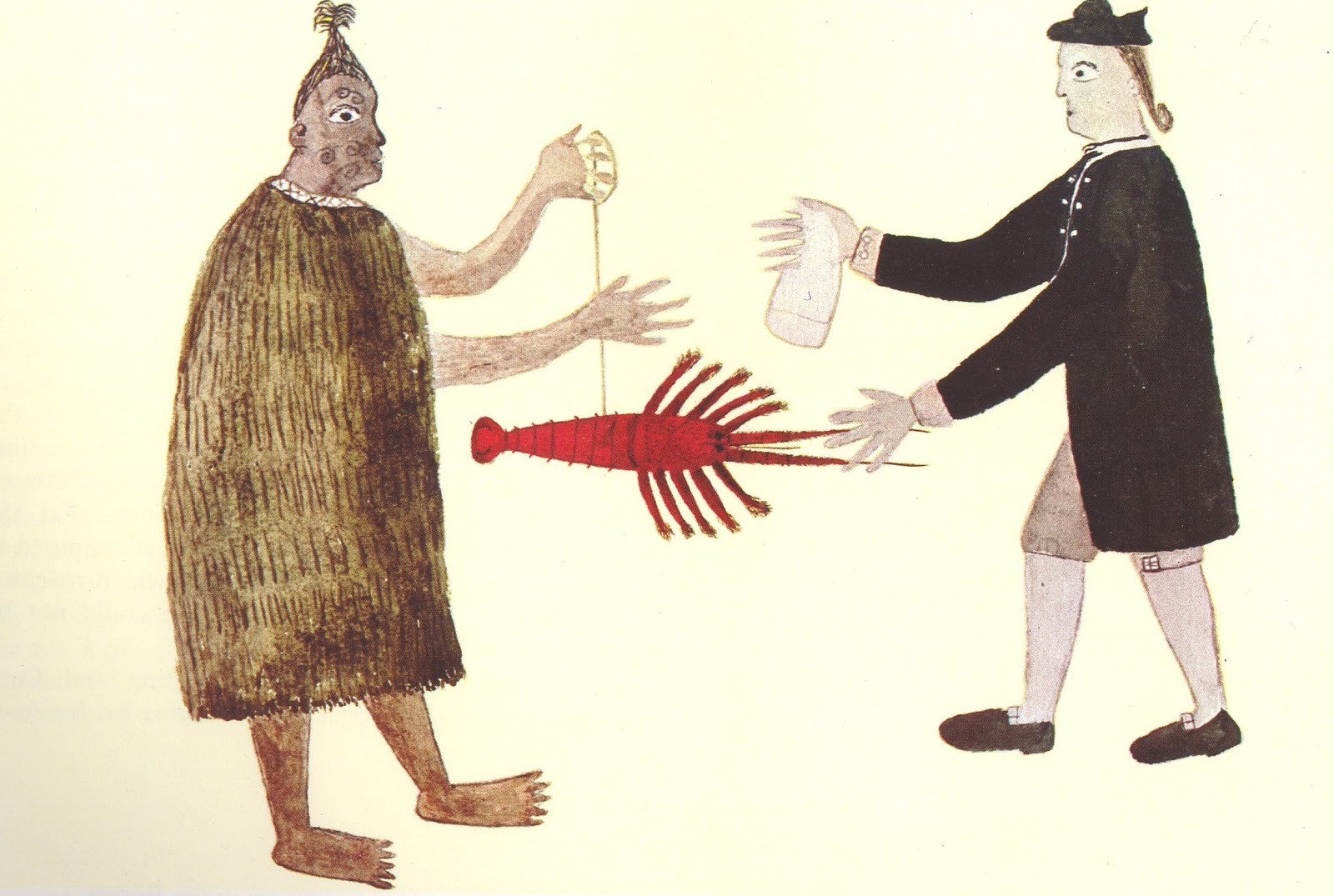
一位毛利男子與約瑟夫·班克斯（奮進號上科學家之一）交換物品的景象，圖帕伊亞繪，約1769年。

圖帕伊亞（約1725年—1770年）是一位出身大溪地的祭司、領航員與探險家。他是庫克船長首次率艦航行於太平洋時的重要夥伴之一。

## 生平
圖帕伊亞出生並成長於賴阿特阿島。自出生起，他就開始學習游泳，並經常聽聞人們敘述航行於海洋上的事蹟。不久，他就被帶上船開始學習航行相關知識與技術；同時，他也時常與同伴衝浪、摔角，並學習箭術及其他傳統技藝（如木工）。年紀稍長時，他被選入當地聖堂進一步學習歷史、地理及天文相關知識，又在被認可後接受宗教知識和儀式的訓練。在通過紋身及成年禮儀式不久後，他加入了當地的青年組織，為其巡迴於島嶼間的船隊擔任領航員。
1757年，在對抗波拉波拉島軍隊入侵的戰役中，圖帕伊亞遭以魟魚尾刺製成的長矛刺穿胸廓，並因而被迫離開戰場。不久，賴阿特阿島的軍隊被擊潰；竭力延續當地信仰的祭司委託他將神像帶著，與神聖酋長的孫子阿莫一同逃往大溪地。
在大溪地，圖帕伊亞在阿莫的任命及其妻普莉雅的寵信下鞏固其政治地位，施加影響力於公眾事務並擔任與諸酋長交涉時的顧問，最終將家鄉的信仰普及於當地，並成為當地地位最高的祭司。

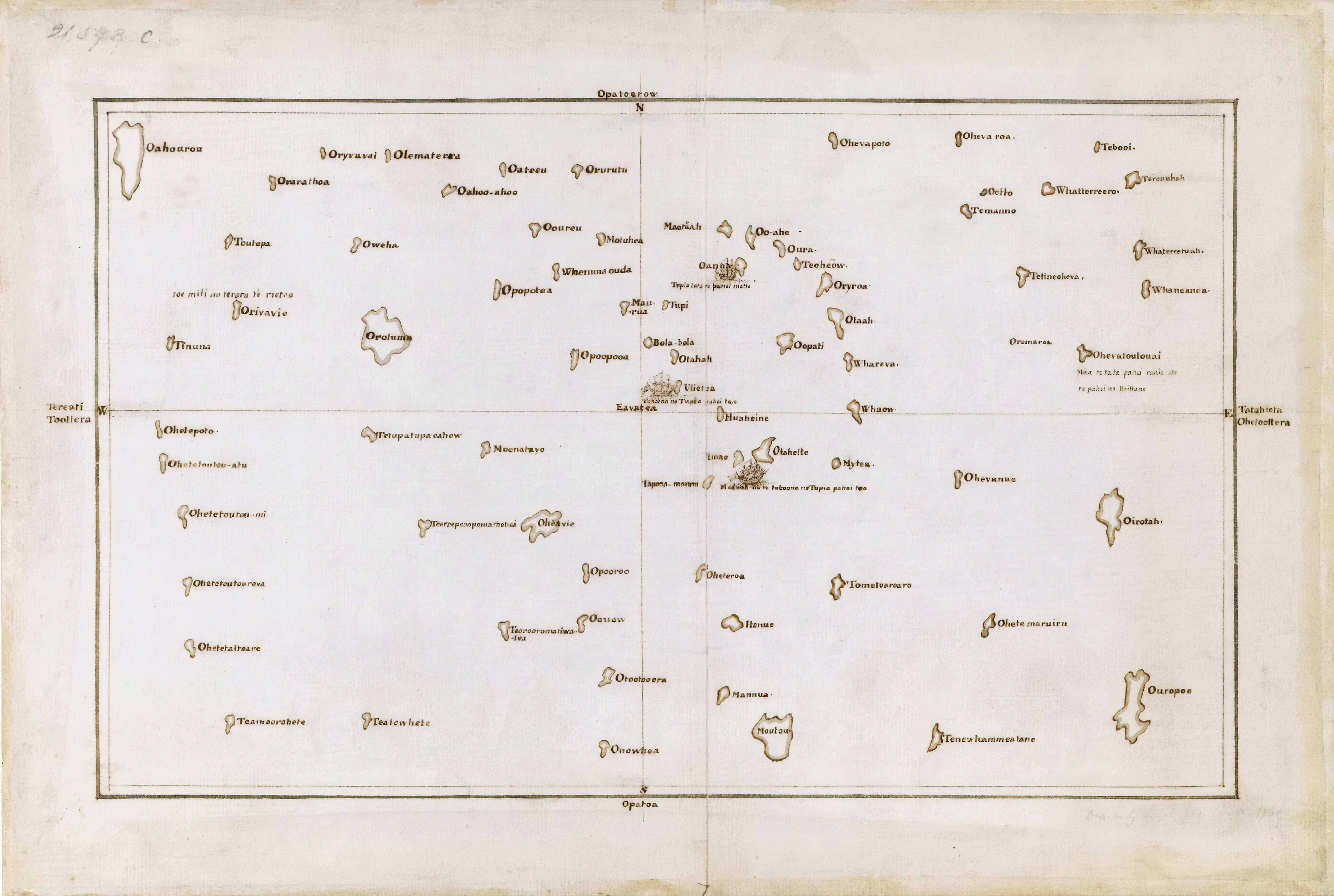
圖帕伊亞基於其航海知識所繪製的航海圖，約1769年。

當英國皇家海軍巡防艦海豚號抵達大溪地後，圖帕伊亞雖在衝突中遭遇來自海豚號上的砲彈攻擊，但仍積極尋求機會與艦上人員進行交涉，並籌劃與之進行政治結盟。
此後，圖帕伊亞與阿莫及普莉雅在其根據地建造當時島上最大的聖堂，並計劃藉由舉行儀典以強化其在島上的政治影響力。但是，在因相關事件引發的戰事中，阿莫一方的軍隊遭擊潰，圖帕伊亞也在稍早決定加入反方。
在英國皇家海軍奮進號抵達時，圖帕伊亞再度試圖與船上要員進行深入的交涉與互動，並在奮進號準備離去時下定決心加入其行列。
此後，圖帕伊亞以其豐富的航海、地理及政治等知識引領奮進號一行訪查大溪地周遭島嶼，又成為毛利人與大溪地原鄉長期失去聯繫後首位踏上紐西蘭並以相近語言進行文化交流的大溪地人，並因其風采深受毛利諸族敬重。稍後，圖帕伊亞也在船隊抵達澳洲時與語言不通的當地原住民進行深入的交流探訪活動。同時，他對所見的觀察與描述也被庫克和約瑟夫·班克斯寫入其工作日誌中。
但是，由於某些因素，圖帕伊亞的健康情況在稍後航程中急遽惡化，最終在巴達維亞（今雅加達）一帶病逝。

## 紀念
- 毛利人將圖帕伊亞到訪的故事融入其傳說，又將許多地景以其名命名。[1]
- 毛利裔藝術家麗莎·拉哈納（英語：Lisa Reihana）在其複合媒體創作《追尋金星[感染]》（In Pursuit of Venus [Infected]）中描繪、復原了圖帕伊亞當年與奮進號一行到訪紐西蘭的情景。[6]

## 外部鏈結
- 维基共享资源上的相關多媒體資源：圖帕伊亞